# Rahmsauce

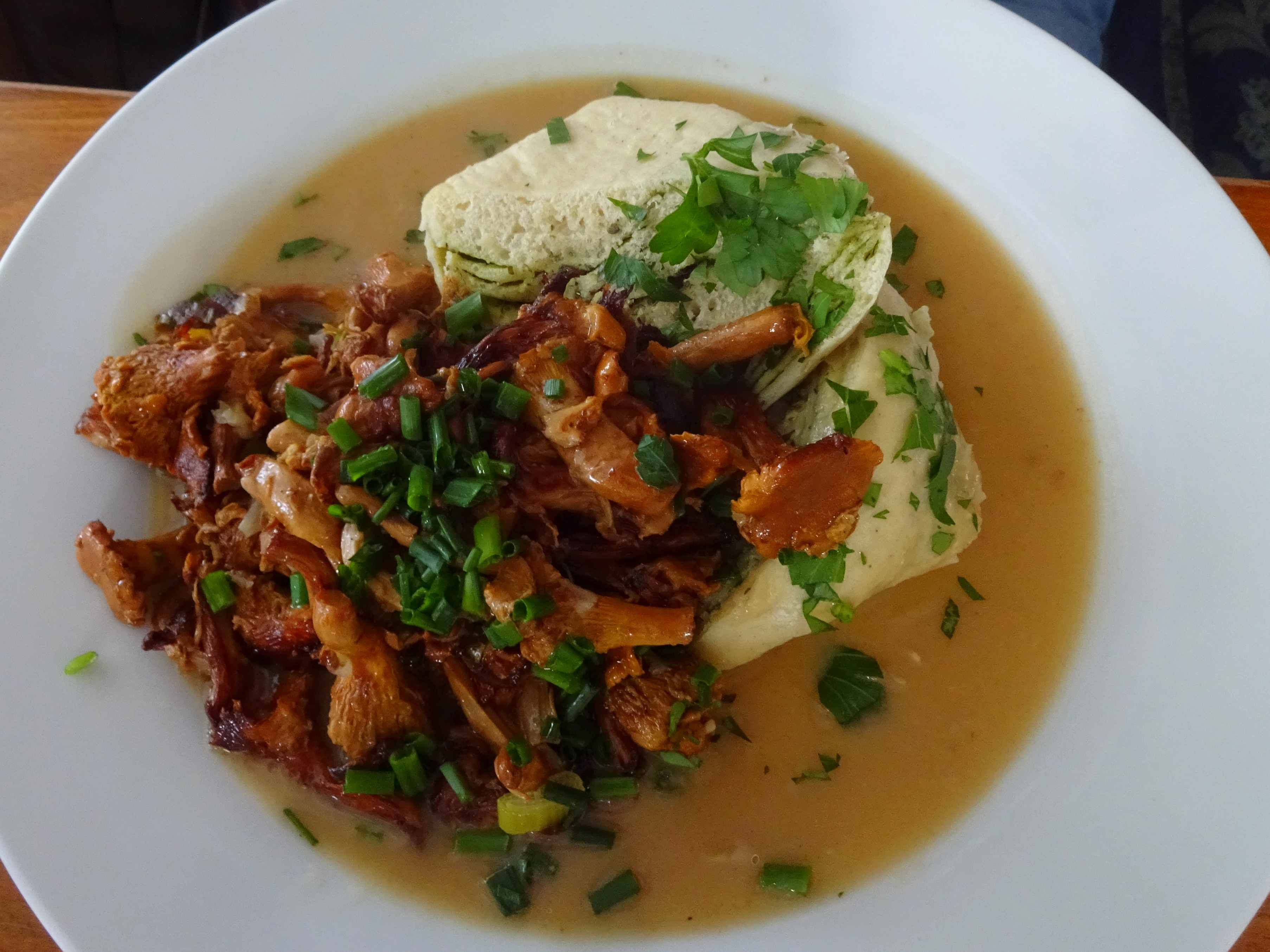
Pfifferlinge in Rahmsoße

Rahmsaucen (auch Rahmsoßen) sind mit Rahm bzw. Sahne verfeinerte warme Grundsaucen. Der französische Fachausdruck lautet Sauce à la crème. Es können sowohl braune als auch helle Rahmsaucen hergestellt werden: durch das Hinzufügen von Rahm entsteht aus einer Béchamel oder Sauce Velouté eine helle Rahmsauce (sauce crème) und aus einer braunen Kraftsauce entsteht eine braune Rahmsauce bzw. Sahnesauce, während aus einer Geflügelgrundsauce die Sauce suprême entsteht.
Teilweise wird auch die Bezeichnung „Sahnesauce“ (auch Sahnesoße) verwendet, was aber auch eine Ableitung der kalten Grundsauce Mayonnaise bezeichnen kann.
Nach der Richtlinie zur Beurteilung von Suppen und Soßen des BLL enthalten Rahm- und Sahnesoßen mindestens 30 g/l Milchfett aus Rahm (Sahne), bei Unterschreitung wird der geringere Milchfettgehalt ausreichend kenntlich gemacht. Bei Fertigerzeugnissen in Pulver- oder Pastenform ist auch ein Gehalt von mindestens 20 g/l Milchfett aus Rahm (Sahne) üblich.
Gibt man gedünstete Gemüse-Julienne in die Rahmsoße, erhält man eine Esterhazysauce, die man noch mit Zitronenschale und Kapern ergänzt.

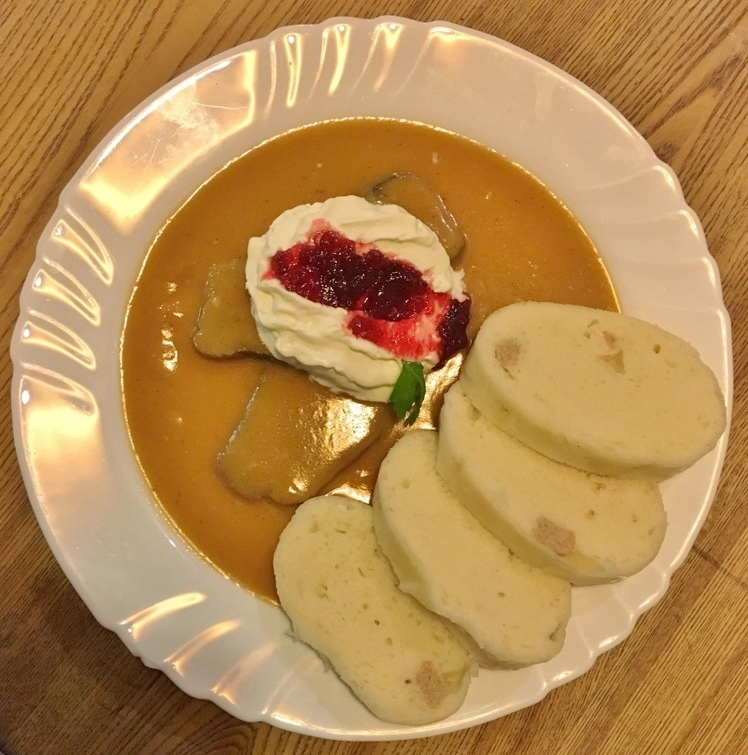
Rindsbraten in Rahmsauce
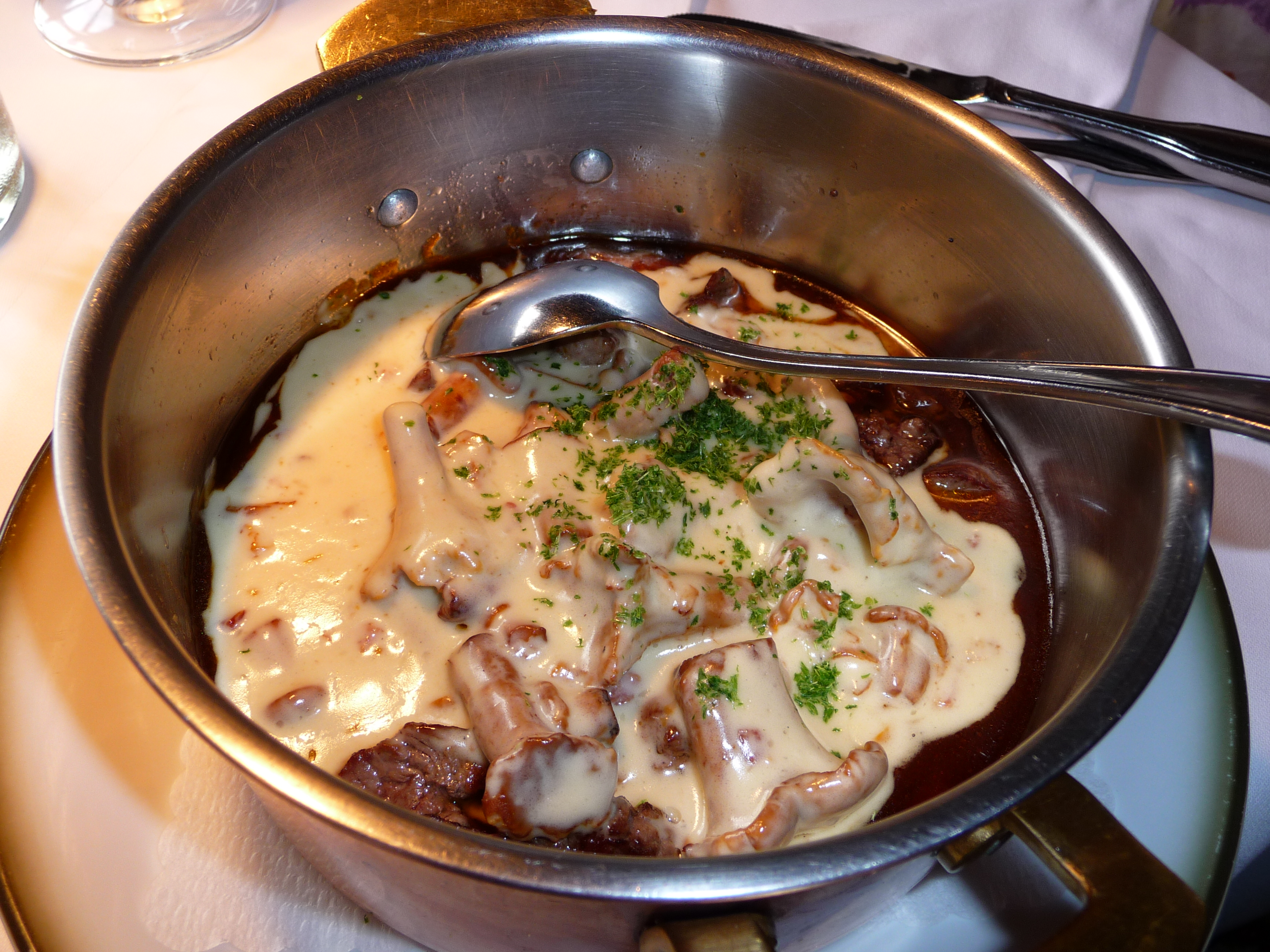
Kalbsgeschnetzeltes in Sahnesoße
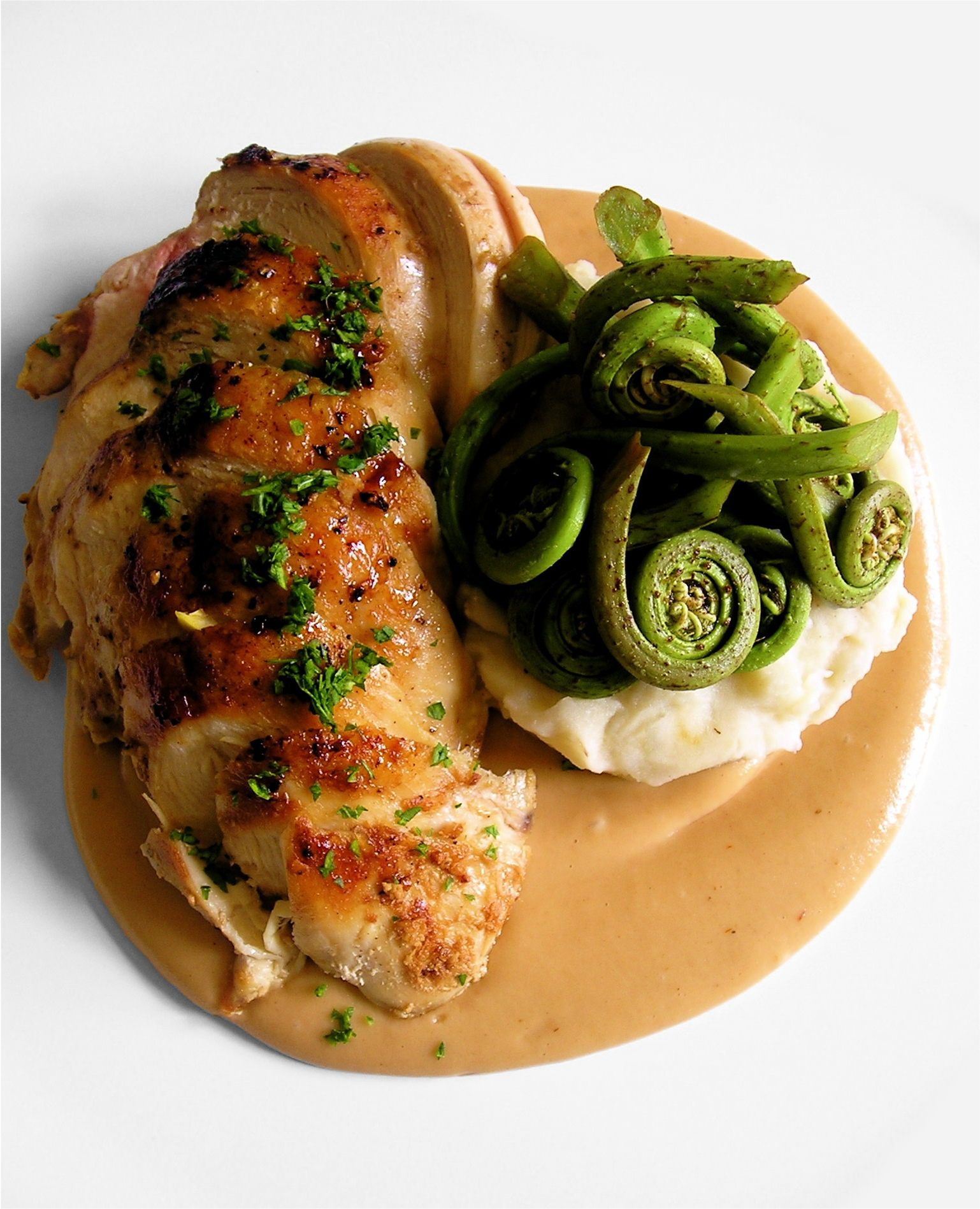
Hähnchenbrust mit Sauce suprême